# Cal Bacallaner
Cal Bacallaner és un edifici del municipi d'Esparreguera (Baix Llobregat) inclòs en l'Inventari del Patrimoni Arquitectònic de Catalunya. Va ser propietat del polític i historiador Josep Maria Batista i Roca.

## Descripció
És un habitatge estructurat en planta baixa i dos pisos. La façana que dona al carrer té una galeria oberta amb decoració neogòtica al primer pis; les finestres del segon pis tenen l'arc lobulat i decoració gòtica mentre que la porta i finestra de la planta baixa són allindanades i resseguides per una senzilla motllura. El fons del mur fa un dibuix de totxos mentre que les motllures i elements decoratius són de pedra.
La façana que dona al jardí posterior té una sèrie de finestrals ogivals al primer pis, mentre que les finestres de la planta baixa són d'arc lobulat i les del segon pis són rectangulars; totes van resseguides de motllures i tenen decoració goticitzant. La coberta és a dos vessants amb un ràfec d'ample voladís sustentat per mènsules a totes dues façanes.